# Tatjana von der Beek
Tatjana von der Beek (* 1993) ist eine deutsche Schriftstellerin.

## Leben
Von der Beek studierte studiert Kulturwissenschaften mit dem Schwerpunkt Theater sowie Literarisches Schreiben und Lektorieren an der Universität Hildesheim. Sie war Mitherausgeberin und Redaktionsmitglied der Zeitschrift für junge Literatur Bella triste. 2015 war sie mit ihrem Beitrag „Sternkinder“ Finalistin beim 23. open mike, einem internationalen Wettbewerb junger deutschsprachiger Prosa und Lyrik. Sie lebt in Leipzig und Düsseldorf.

## Romane
- Die Welt vor den Fenstern. Ecco Verl. Hamburg 2022. ISBN 978-3-75300062-6
- Blaue Tage. Kampa Verl., Zürich 2025. ISBN 978-3-31110161-1